# Jules Cavroy
Jules Cavroy, né le 17 mai 1897 à Beaumont-en-Artois et mort le 14 avril 1987 à Villiers-le-Morhier (Eure-et-Loir), était un industriel français, propriétaire depuis 1963 du château de la Mothe-Chandeniers (domaine de 2000 hectares, dont il louait parfois des parts de chasse), tireur avant-guerre spécialisé en Fosse olympique.
Il vendit le château de la Mothe-Chandeniers dans les années 1980 (au Crédit lyonnais), pour finir ses jours dans une autre propriété familiale près de Rambouillet.

## Championnats d'Europe (fosse olympique)
- Champion d'Europe individuel en 1938 à Luhačovice (Tchécoslovaquie) ;
- 3e des championnats d'Europe par équipes en 1937 à Helsinki et en 1938 à Luhačovice.